# Kilifarevo
Kilifarevo (Bulgaars: Килифарево) is een kleine stad in het noorden Bulgarije. Het is gelegen in de gemeente Veliko Tarnovo in de oblast Veliko Tarnovo. De stad Kilifarevo ligt op 9 km afstand van Veliko Tarnovo en 189 km ten noordoosten van de hoofdstad Sofia. Kilifarevo is in 1973 uitgeroepen tot stad, daarvoor was het nog een dorp.

## Bevolking
In de eerste volkstelling van 1934 registreerde de stad 3.143 inwoners. In 1946 bereikte het inwonersaantal een hoogtepunt van 3.144 personen. Op 31 december 2019 telde de stad 2.055 inwoners. Van de 2.256 inwoners die in februari 2011 werden geteld, waren er 307 jonger dan 15 jaar oud (13,6%), gevolgd door 1.536 personen tussen de 15-64 jaar oud (68,1%) en 413 personen van 65 jaar of ouder (18,3%).
|  |

Van de 2.256 inwoners reageerden er 1.970 op de optionele volkstelling van 2011. Van deze 1.970 respondenten identificeerden 1.364 personen zichzelf als Bulgaren (69,2%), gevolgd door 552 Bulgaarse Turken (28%) en 20 etnische Roma (1%).
| Etnische samenstelling van de respondenten (2011) | Etnische samenstelling van de respondenten (2011) | Etnische samenstelling van de respondenten (2011) | Etnische samenstelling van de respondenten (2011) | Etnische samenstelling van de respondenten (2011) |
| ------------------------------------------------- | ------------------------------------------------- | ------------------------------------------------- | ------------------------------------------------- | ------------------------------------------------- |
|                                                   |                                                   |                                                   |                                                   |                                                   |
| Bulgaren                                          | Bulgaren                                          |                                                   | 69,2%                                             | 69,2%                                             |
| Turken                                            | Turken                                            |                                                   | 28,0%                                             | 28,0%                                             |
| Roma                                              | Roma                                              |                                                   | 1,0%                                              | 1,0%                                              |
| Anders/Onbekend                                   | Anders/Onbekend                                   |                                                   | 1,8%                                              | 1,8%                                              |

## Afbeeldingen

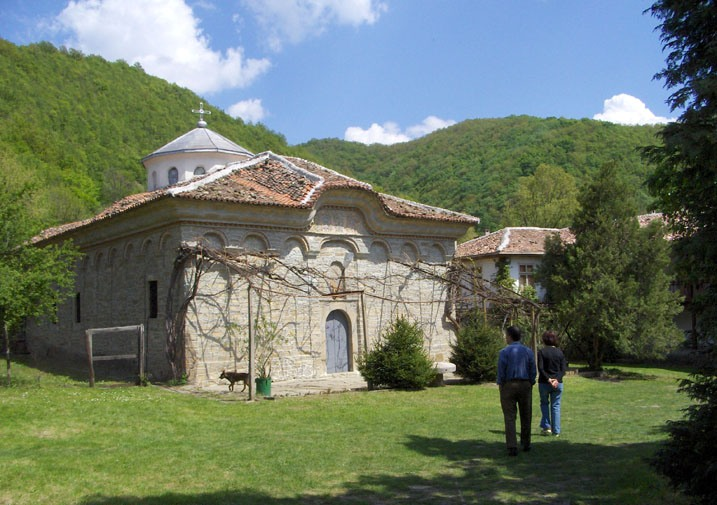
De kerk in Kilifarevo
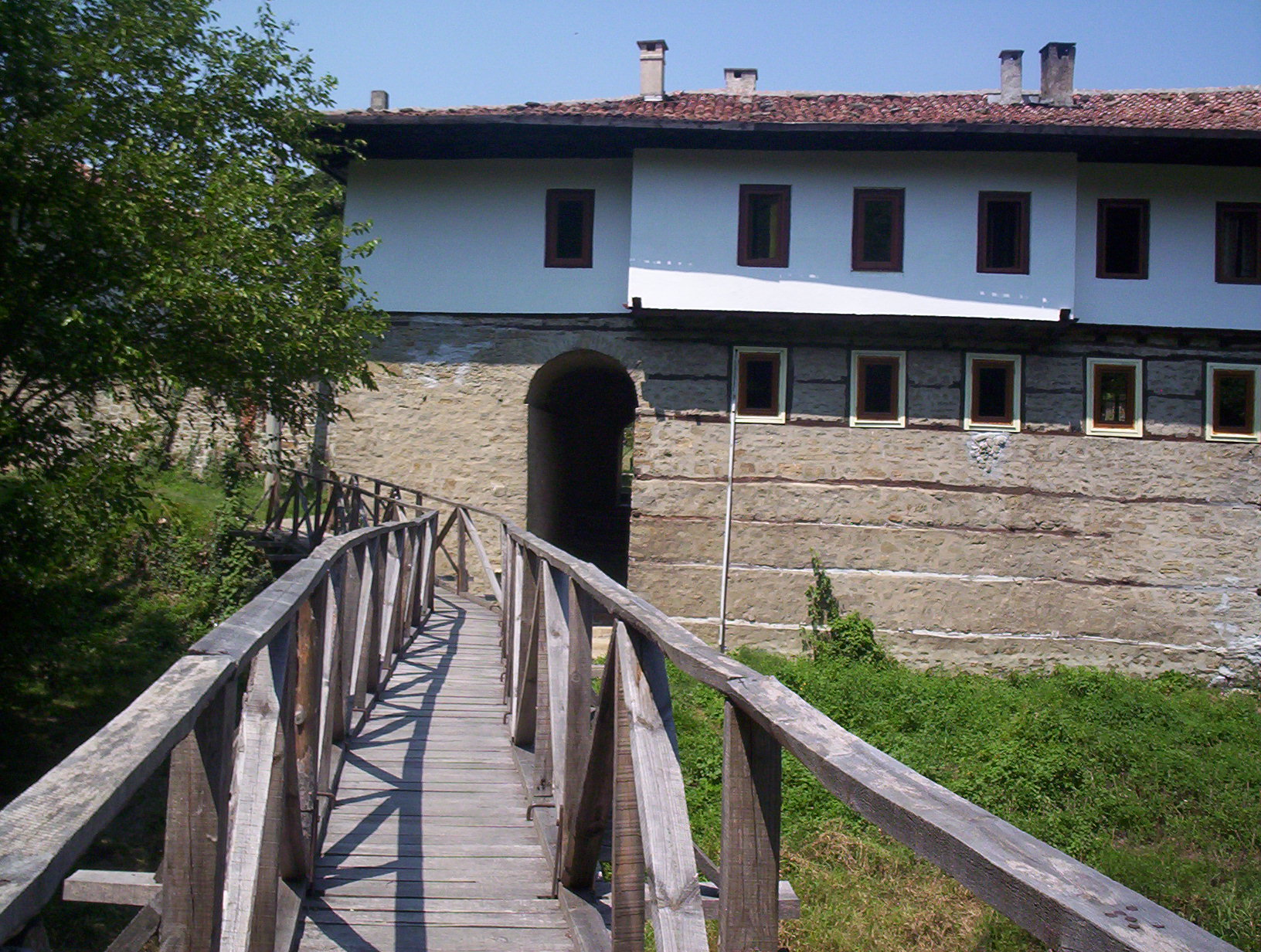
Het Kilifarevo-klooster
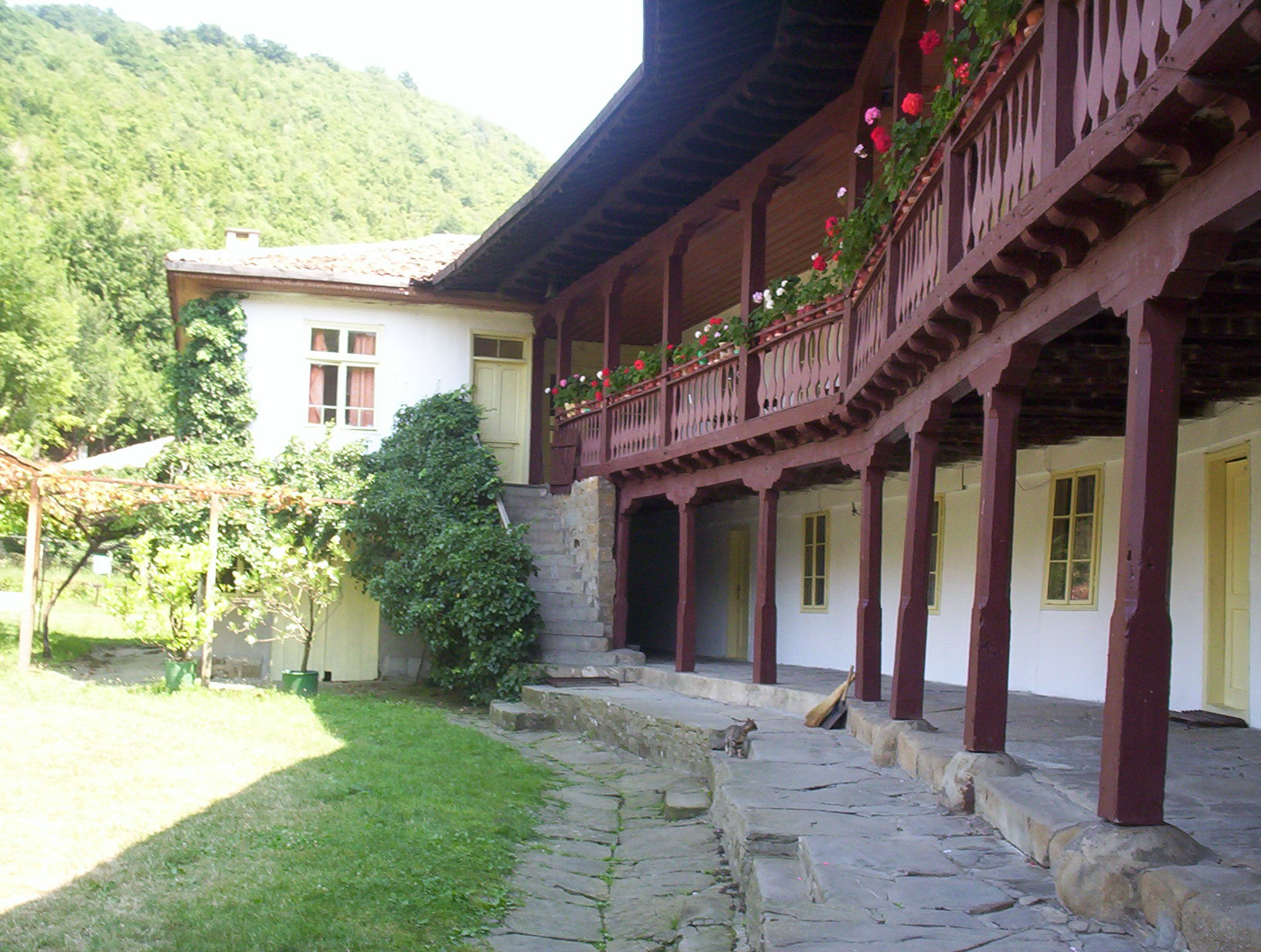
Het Kilifarevo-klooster
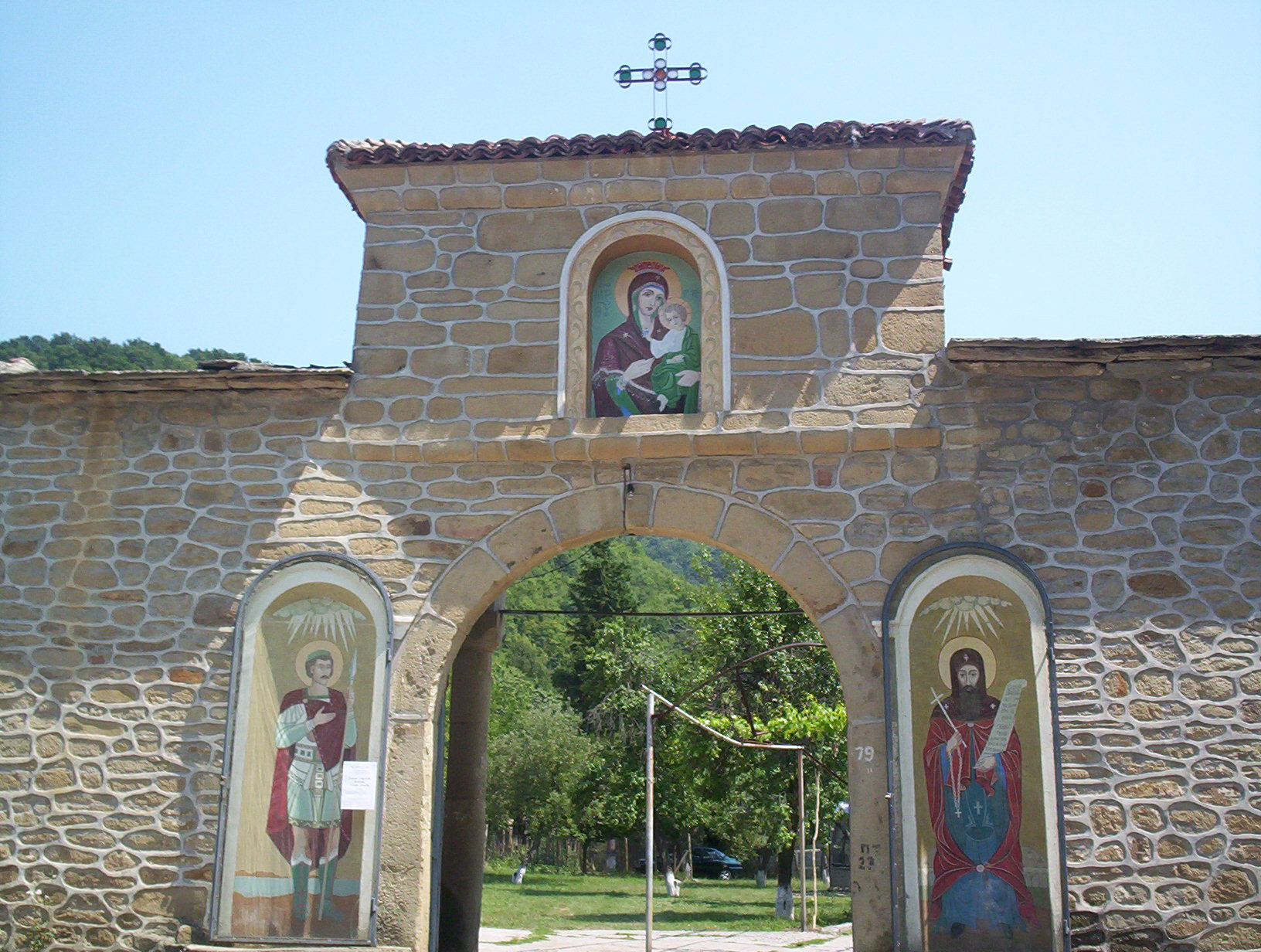
Ingang van het Kilifarevo-klooster